# Пенхери (Мазовецьке воєводство)
Пенхери (пол. Pęchery) — село в Польщі, у гміні Пясечно Пясечинського повіту Мазовецького воєводства.
Населення — 119 осіб (2011).
У 1975-1998 роках село належало до Варшавського воєводства.

## Демографія
Демографічна структура станом на 31 березня 2011 року:
|          | Загалом | Допрацездатний вік | Працездатний вік | Постпрацездатний вік |
| -------- | ------- | ------------------ | ---------------- | -------------------- |
| Чоловіки | 60      | 21                 | 35               | 4                    |
| Жінки    | 59      | 14                 | 35               | 10                   |
| Разом    | 119     | 35                 | 70               | 14                   |